# Eupithecia montium
Eupithecia montium är en fjärilsart som beskrevs av Karl Dietze 1913. Eupithecia montium ingår i släktet Eupithecia och familjen mätare. Inga underarter finns listade i Catalogue of Life.